# Odolenovice (Jenišovice)
Odolenovice (německy Wodalnowitz) je vesnice, část obce Jenišovice v okrese Jablonec nad Nisou. Nachází se asi jeden kilometr severozápadně od Jenišovic. Odolenovice leží v katastrálním území Odolenovice u Jenišovic o rozloze 2,84 km².

## Název
Pojmenování možná pocházejí od jmen představených opatů (podobně jako u Jenišovic Jana a Odolena.

## Historie
První písemná zmínka o vesnici pochází z roku 1543.
Odolenovice byly založeny na půdorysu okrouhlice. Kolem návsi byly a dosud jsou situovány zemědělské štítové usedlosti s trojstranně obestavěnými dvory. Usedlosti měly bezprostředně připojenou pásovou lánovou plužinu paprskovitě se rozbíhající do krajiny. Tato sídelní dispozice svědčí o vrcholně středověké organizaci půdy a stavebních parcel. V současné době jsou charakteristickým typem zástavby zděné stavby z první poloviny 19. století se stavebními úpravami z přelomu 19. a 20. století.
Během let byl tento kompaktní systém doplněn novou výstavbou podél nových či prodloužených komunikací v návaznosti na původní zástavbu. Vesnice si zachovává původní zemědělský charakter a původní urbanistickou strukturu obce s minimální občanskou vybaveností. Hluboké údolí Odolenovického potoka je využíváno k rodinné rekreaci formou rekreačních chatek.
Vesnice v minulosti měla vlastní školu s pěti ročníky. Budova školy stojí na návsi vedle kapličky a dnes slouží pro bydlení.
V roce 2011 byl upraven prostor návsi v okolí kapličky: nové dláždění, parková úprava prostoru. V roce 2012 došlo k opravě kapličky samotné.